# Tina Konyot
Tina Magdalena Konyot (née le 12 septembre 1961 à Hollywood (Floride)) est une cavalière américaine de dressage.
Elle participe aux Jeux olympiques d'été de 2012 à Londres, où elle finit 25e de l'épreuve individuelle et 6e par équipe. Elle est présente à la finale de la coupe du monde de dressage en 2014 à Lyon après avoir été troisième de la ligue nord-américaine lors de la saison 2013-2014.